# Musikmesse
Musikmesse — международная специализированная ярмарка музыкальных инструментов, музыкальных компьютерных программ, технического обеспечения и аксессуаров, которая ежегодно проходила во Франкфурте-на-Майне, Германия с 1980 по 2019 год. В 2022 году организаторы объявили о прекращении проведения ярмарки Musikmesse и связанных с ней местных фестивалей.
Помимо музыкальных производителей в рамках выставки проводили свои презентации музыкальные учебные заведения, продюсерские центры, дизайнерские студии, звукозаписывающие компании.

## Полный обзор музыкальных новинок за 4 дня
В течение четырёх дней на Musikmesse производители и продавцы музыкальных инструментов, профессионалы, полупрофессионалы и просто любители встречаются во Франкфурте на Майне, чтобы ознакомиться с музыкальными новинками со всего мира. Экспозиция включает в себя как традиционные музыкальные инструменты (струнные, духовые, клавишные и другие), так и современные электрические устройства (гитары, синтезаторы). Программой выставки также запланировано вручение четырёх призов (German Music Instrument Prize, The Frankfurt Music Prize, Musikmesse International Press Award и SchoolJam). На многочисленных рабочих встречах участники могут наладить взаимовыгодные контакты.

## Musikmesse и Prolight + Sound
Musikmesse проводилась параллельно с выставкой Prolight + Sound — международной выставкой музыкальных инструментов, профессионального звукового и светового оборудования. По договорённости устроителей выставок билеты Musikmesse позволяли обладателю посещать выставку ProLight +Sound и наоборот.